# Ledina Mandia
Ledina Mandia (ur. 3 czerwca 1974 w Szkodrze) – albańska prokurator, wicepremier Albanii w 2017 roku, doktor nauk prawnych.

## Życiorys
W 1996 roku ukończyła studia na Wydziale Prawa Uniwersytetu w Szkodrze; rozpoczęła pracę jako wykładowczyni na tym wydziale, którą wykonywała do 2007 roku; wykładała następnie prawo na Uniwersytecie Tirańskim. Uzyskała również doktorat z dziedziny prawa na uniwersytetach w Tiranie oraz w Grazu.
W latach 2007–2013 pracowała jako prokurator. Następnie była doradczynią prezydenta Bujara Nishaniego.
Od 22 maja do 13 września 2017 sprawowała urząd wicepremiera Albanii.

## Prace naukowe
- Human Rights dialogue towards Albania[2]